# Drepanogynis acerba
Drepanogynis acerba là một loài bướm đêm trong họ Geometridae.